# Regents Park
Pour les articles homonymes, voir Régent.
Ne doit pas être confondu avec Regent's Park.
Regents Park est une ville-banlieue se situant dans la zone d'administration locale du Conseil d'Auburn, dans la région de Sydney Ouest dans l'État de Nouvelle-Galles du Sud, en Australie. Elle compte 4 986 habitants en 2006.
Regents Park se trouve à environ 22 kilomètres à l'ouest du Central business district de Sydney, au sud de Berala, au nord de Potts Hill, à l'ouest de Lidcombe et à l'est de Sefton.